# Post-démocratie
 (novembre 2018).
Si vous disposez d'ouvrages ou d'articles de référence ou si vous connaissez des sites web de qualité traitant du thème abordé ici, merci de compléter l'article en donnant les références utiles à sa vérifiabilité et en les liant à la section « Notes et références ».
 (novembre 2018).
La post-démocratie désigne étymologiquement tout système politique succédant à une démocratie, mais est surtout utilisé pour désigner plus précisément un système politique affichant des principes démocratiques hérités d'un système démocratique, sans pour autant les respecter dans les faits. Ce terme a été popularisé au début du XXIe siècle par Colin Crouch dans son livre Post-democracy. Pour l'économiste Serge Latouche, la post-démocratie est une « fausse démocratie caricaturale manipulée par les médias et les lobbies, que nous connaissons aujourd'hui ».

## Tentative de définition
[Interprétation personnelle ?]
Ce terme est apparu pour définir une évolution en cours des démocraties durant le XXIe siècle.
Ce terme est polémique car il désigne des démocraties reconnues qui cependant perdent progressivement certains de leurs fondements pour évoluer vers une forme de régime aristocratique.
Une société humaine démocratique répond à cinq critères établis de la démocratie[Information douteuse][réf. nécessaire] :
- Choix des dirigeants exerçant le pouvoir par le biais d'élections libres [Information douteuse][réf. nécessaire] ;
- Existence d'une opposition politique organisée, libre qui peut s'exprimer ;
- Existence d'un système judiciaire jugeant sur la loi ;
- Avoir connu au moins deux alternances (ce qui prouve « après coup » qu'il s'agissait d'une démocratie) ;
- Existence des unités de média indépendantes et libres.

Ces critères démocratiques peuvent être synthétisés par :
- élections [Information douteuse][réf. nécessaire] représentatives [précision nécessaire]
- droits juridiques des citoyens ou non citoyens de l'État
- acceptation de débats équilibrés

Une post-démocratie peut donc a contrario être résumée par :
- élections aboutissant à des résultats non-représentatifs du peuple ;
- droits juridiques non-respectés par l'État, ou les dépositaires d'une autorité ;
- des débats peu équilibrés, limités à quelques sujets, ou orientés en faveur des mêmes réponses.

## Vision des souverainistes
Une autre façon de considérer la post-démocratie est de s'opposer à l'affirmation de certains considérants que les enjeux citoyens ne peuvent plus être discutés à un niveau local mais uniquement au niveau global le plus élevé possible :
- instances politiques supranationales
- administration des entreprises internationales

Les souverainistes considèrent que le niveau idéal, et unique, du débat démocratique est la Nation.

## Exemples
- usage des parlements : avaliser des lois décidées ailleurs
- usages de la justice : la justice outil de gouvernement, le tribunal international utilisé pour autre chose que sa vocation
- populations exclues : comme indice du niveau de démocratie
- qualité des débats : comme indice de la santé d'une démocratie
- évaluation qualitatives des démocraties : établir des critères vérifiables pour évaluer la qualité de chaque aspect des démocraties
- multiplication des médias indépendants, mais relatant tous les mêmes informations selon un même point de vue